# Лежачий кромлех

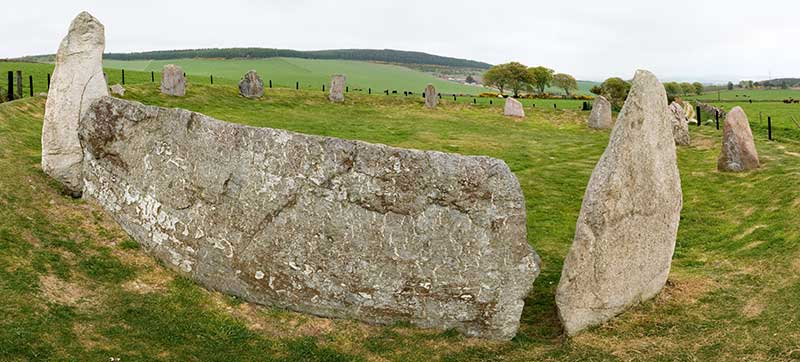
Лежачий кромлех в Істер-Акухортіс (Easter Aquhorthies) поблизу Інверурі, Абердиншир, Шотландія

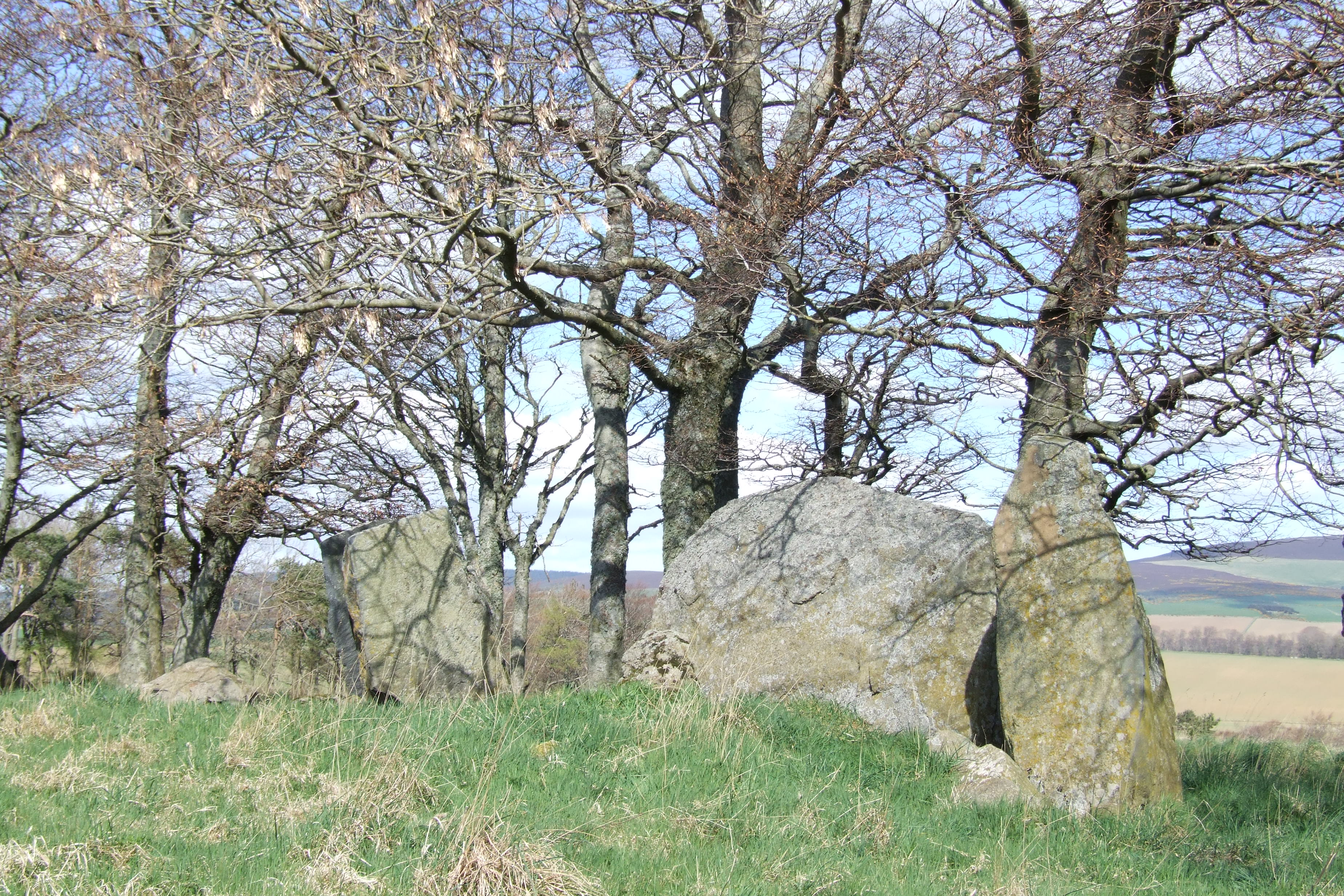
Лежачий кромлех Даннідір (Dunnideer) поблизу Insch, Абердиншир, Шотландія

Лежачий кромлех, Лежаче кам'яне коло англ. Recumbent stone circle — різновид кромлеха (мегалітичної споруди у вигляді каменів, що утворюють замкнену геометричну фігуру, зазвичай коло).

## Короткий опис
Якщо кромлехи загалом трапляються на всій території Британських островів та на континенті в Бретані, то лежачі кромлехи характерні для північного сходу Шотландії та південного заходу Ірландії (кам'яне коло Дромбег поблизу Росскарбері, графство Корк). Датуються близько 3000 р. до н. е.
Зазвичай лежачий кромлех зроблений з великих каменів, що утворюють коло. Серед цих каменів є великий валун, що лежить на ребрі, до якого зазвичай притулені два найбільших камені композиції, по одному з обох сторін. Камені зазвичай розташовані строго за висотою так, що в міру віддалення від лежачого каменя їхня висота зменшується, і найнижчі знаходяться навпроти лежачого валуна.
Часом всередині лежачих кромлехів знаходиться кільцевий каїрн та кремовані останки.

## Приклади
- Приклад добре збереженого лежачого кромлеха — Істер-Акухортіс (Easter Aquhorthies) поблизу Інверурі, Абердиншир, Шотландія.
- Поблизу форту на пагорбі Даннідір (Dunnideer) близько Інша[en] в Абердинширі знаходяться рештки лежачого кромлеха, від якого збереглися лише лежачий валун та 2 бічні камені.
- Дромбегський кромлех[en] поблизу Росскарбері, графство Корк — доволі великий кромлех зі «знаками кубка», вирівняний за положенням зимового сонцестояння.